# Piazza Vecchia (Bergame)
La Piazza Vecchia de Bergame est la place  située dans la partie haute (città alta) de la ville, siège pendant des siècles de l'activité politique et civile de la ville dans les temps anciens appelée platea magna nova. La place était reliée par le portique du Palazzo della Ragione avec la platea Sancti Vincentii, devenue la Piazza del Duomo. 

## Description
La place est située au centre de la città alta, partie enfermée de murs vénitiens ; avec une forme rectangulaire presque parfaite, elle est l'une des places les plus importantes de Bergame, ayant été le centre politique de la ville pendant des siècles. Depuis que le siège des Offices Publics a été déplacé dans la partie basse de la ville pour faciliter la relation entre les administrateurs et les citoyens, la place et ses bâtiments sont devenus un lieu touristique et des musées. À sa droite se trouve la bibliothèque Angelo Mai, qui abrite plus de 600 volumes et de multiples fondations, et à gauche se trouve le Palazzo della Ragione, qui abrite des expositions d'art, et le Palais du Podestat et son musée historique. 
L'ancien pavement était en damier noir et blanc, comme il est représenté dans certaines peintures et dans la marqueterie de Fra Damiano Zambelli pour le chœur de l'église Santo Stefano. Au XVIIIe siècle, il a été modifié avec un nouveau pavé en losanges de briques rouges, puis refait à l'identique au XXe siècle. 
L'interdiction du trafic automobile a permis de donner aux visiteurs d'y déambuler plus calmement.  Au centre de la place se trouve la fontaine Contarini, construite en 1780. 
Le Caffè del Tasso surplombe la place, un lieu historique, adopté comme base par le peuple de Bergame qui a décidé de suivre Giuseppe Garibaldi dans l'expédition des Mille. 

## Monuments et lieux d'intérêt

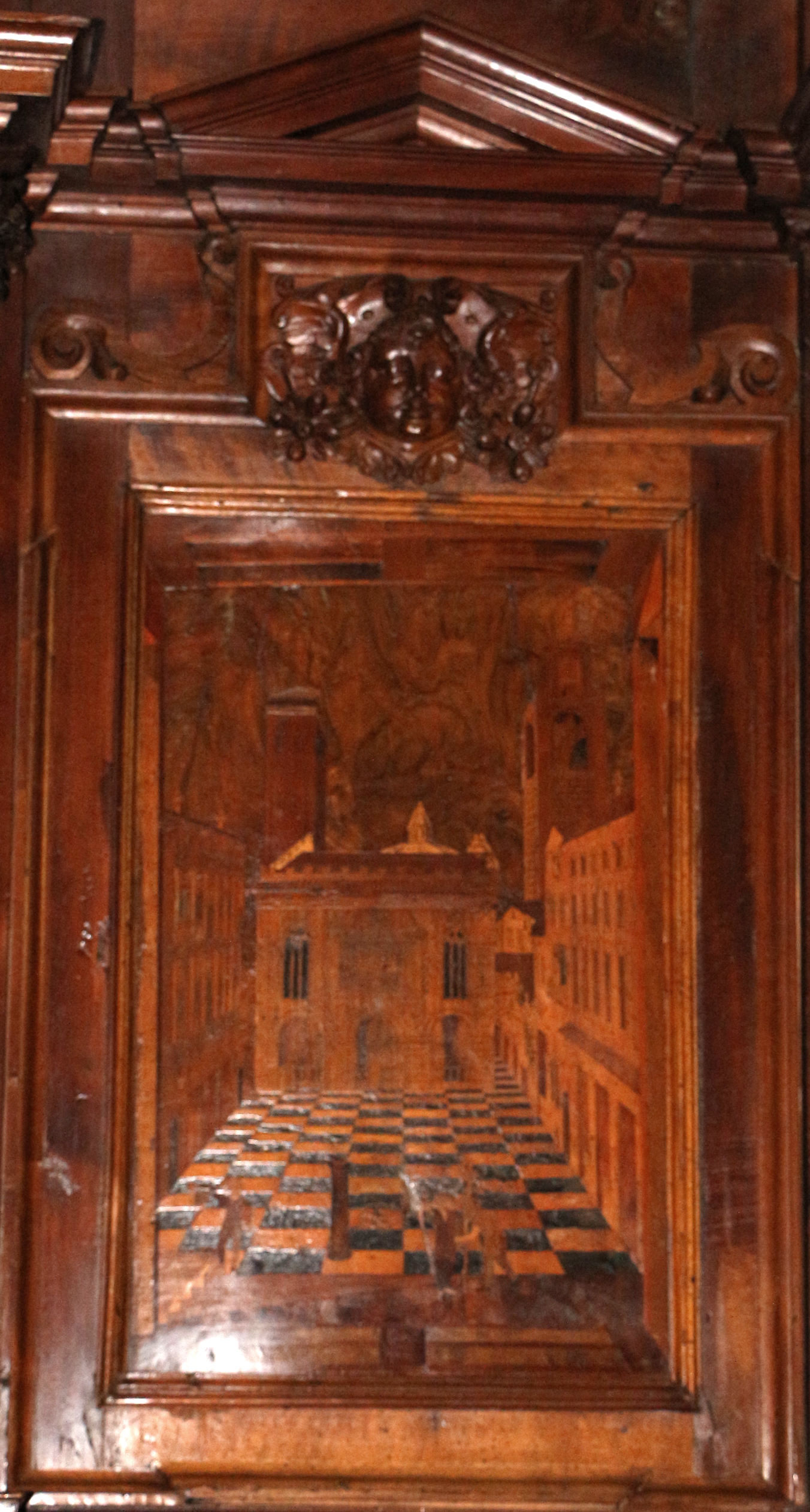
Marqueterie.
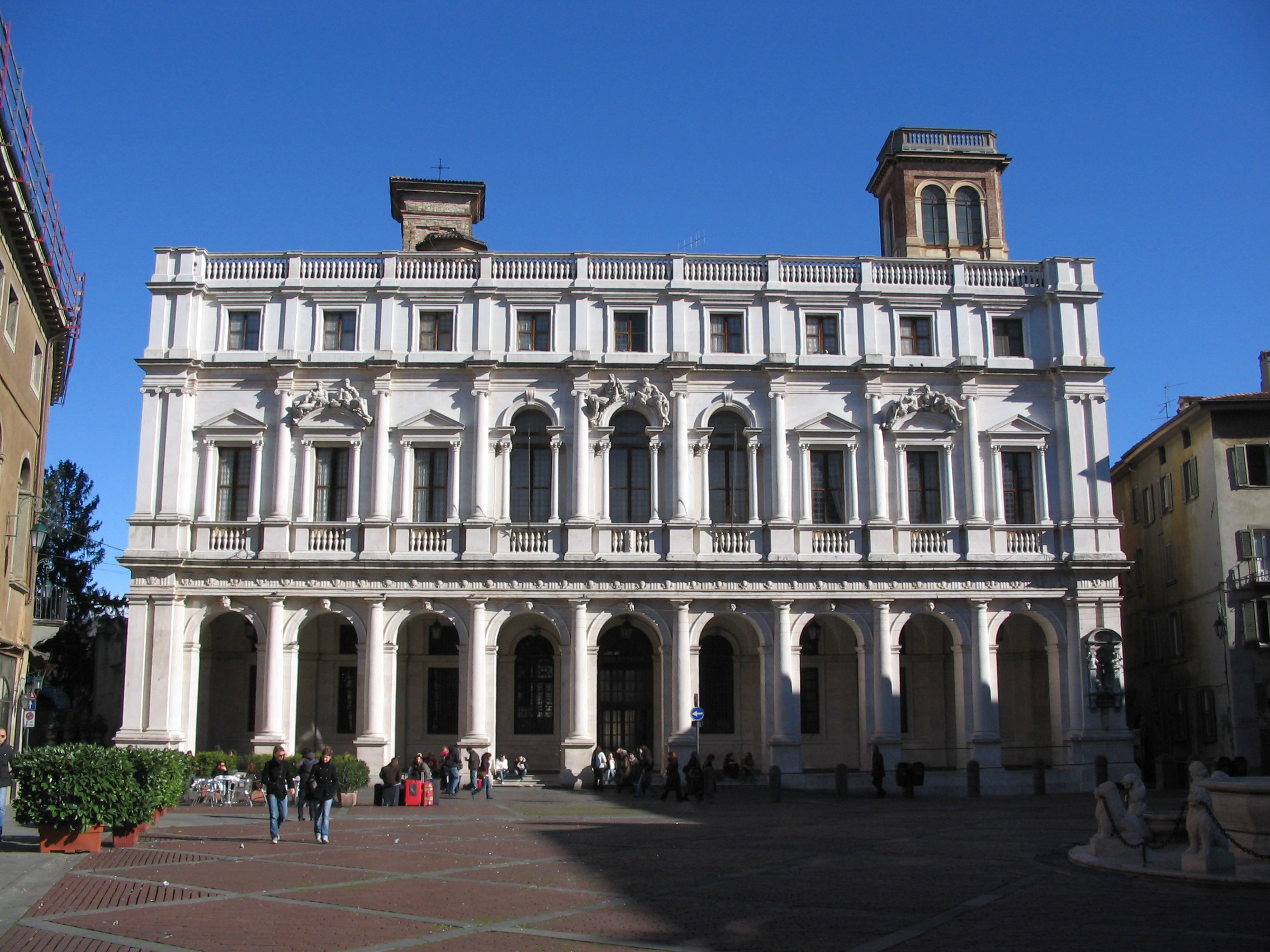
La bibliothèque Angelo Mai.
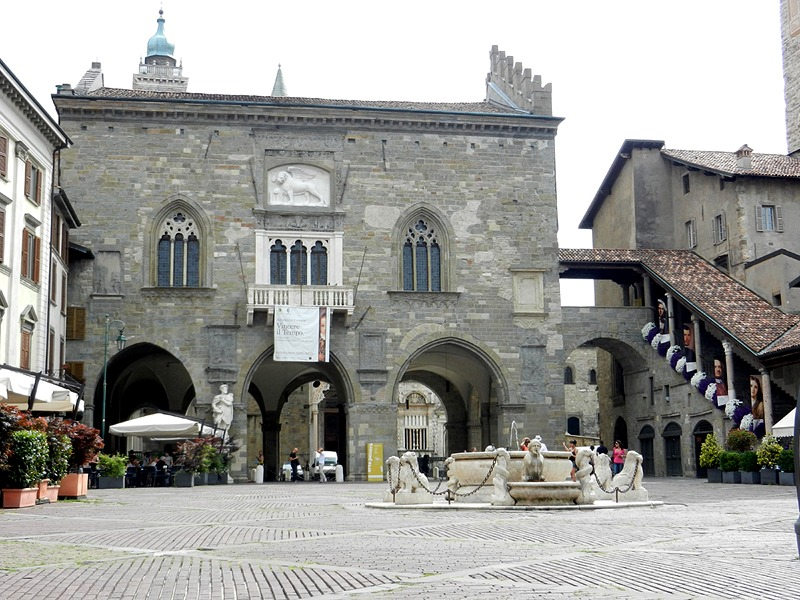
Le Palazzo della Ragione et la fontaine.

### Palais
- Palais du Podestat
- Palazzo della Ragione

### Monuments et musées
- Bibliothèque Angelo Mai
- Musée de la fresque